# Dipturus stenorhynchus
Dipturus stenorhynchus là một loài cá thuộc họ Rajidae. Chúng sống ở Mozambique và Cộng hòa Nam Phi. Đây là một loài cá biển.